# Ferrari 288 GTO
La Ferrari 288 GTO, chiamata ufficialmente Ferrari GTO, è un'autovettura prodotta dalla casa automobilistica italiana Ferrari tra il 1984 ed il 1987 in soli 272 esemplari.

## Storia
Lo sviluppo della GTO, anche conosciuta con la sigla non ufficiale 288 (2.8 litri, 8 cilindri), non venne avviato, come solitamente la somiglianza stilistica della vettura potrebbe far immaginare, partendo dalla meccanica della 308 GTB per partecipare alle gare del Gruppo B. Vi era in comune il solo frazionamento del motore.

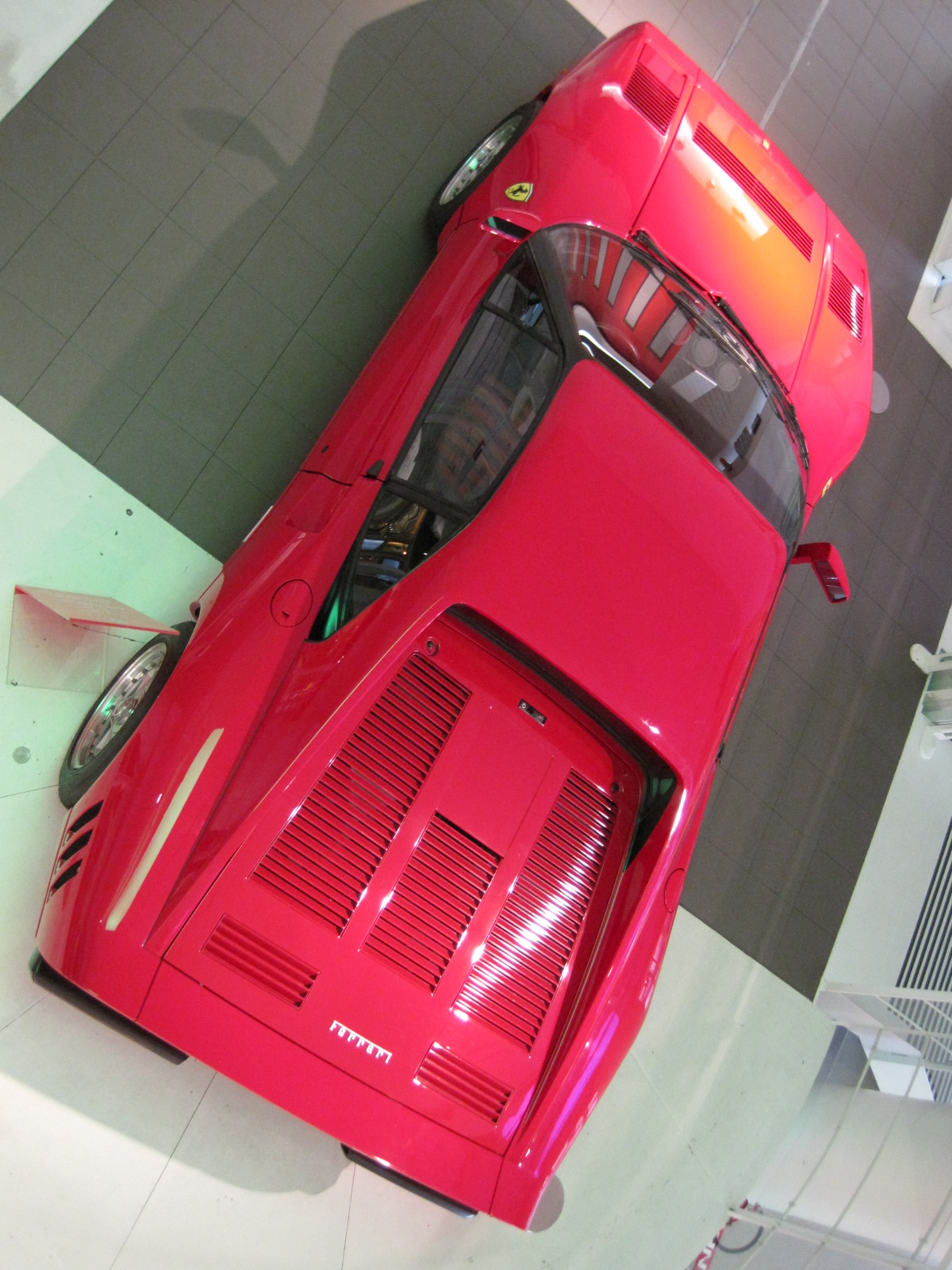
Vista dall'alto di una 288; notare le numerose prese di raffreddamento sul vano motore

A far pensare ad una derivazione dalla 308 GTB della 288 GTO, presentata al salone dell'automobile di Ginevra, contribuiva anche la linea di Pininfarina. Esteticamente la nuova sportiva di Maranello appariva come una 308 GTB dalla indole ed estetica più estrema, essendo un'ulteriore esasperazione di quanto proposto a livello stilistico con lo studio 308 GTB Speciale, conosciuta anche come Millechiodi: i parafanghi sono allargati per ospitare pneumatici da 225/55VR16 davanti e 265/50VR16 dietro, lo spoiler posteriore è maggiorato, le feritoie laterali ricordano quelle della 250 GTO, sotto la calandra un generoso spoiler ospitava i gruppi ottici e la carrozzeria completamente nuova era in kevlar. Il motore V8, la cui cilindrata era stata ridotta a 2855 cm³ (e dal quale derivò il motore delle sport-prototipo Lancia LC2), veniva sovralimentato da due turbocompressori IHI con due intercooler ed era montato longitudinalmente, a differenza della 308 GTB dotata di gruppo motore-cambio trasversale. Il cambio, dotato di radiatore dell'olio, era inoltre montato a sbalzo dietro al propulsore. Fu la prima Ferrari dotata di iniezione elettronica derivata dalla Formula 1, denominata Weber-Marelli IAW che ne migliorava la fluidità di erogazione, mantenendo inalterato la vocazione da auto da corsa.
Con una pressione di sovralimentazione di 0,9 bar e 400 CV di potenza massima e 496 Nm, per la 288 GTO erano dichiarati 305 km/h di velocità massima e un tempo di 12,7 secondi per coprire i 400 metri con partenza da fermo. Nonostante i dati prestazionali della vettura, priva di dispositivi elettronici di controllo, essa era assai impegnativa da controllare a causa anche dell'erogazione della potenza poco lineare, dovuta al ritardo di risposta dei motori turbo di quegli anni.
Il programma di partecipazione alle competizioni non venne mai portato a termine, ma i 272 esemplari di GTO, tutti prodotti nel classico colore Rosso Corsa, furono venduti rapidamente su prenotazione, ancora prima che la vettura entrasse in produzione.
I 200 esemplari previsti inizialmente in produzione divennero presto 270. Gli ultimi 2, richiesti personalmente da Gianni Agnelli alla Ferrari vennero prodotti un anno dopo la fine della produzione della Ferrari 288 GTO e furono consegnati rispettivamente a Niki Lauda e a un magnate del medio-oriente il quale aveva fatto atterrare l'elicottero di Gianni Agnelli sul suo yacht a Montecarlo chiedendo in cambio una Ferrari 288 GTO.
La sua erede fu la F40 del 1987, dotata di un'evoluzione dello stesso propulsore.

## Versioni speciali

### Ferrari 288 GTO Prototipo
Prima dell'avvio di produzione della vettura, la Ferrari costruì 4 prototipi della 288 GTO. Due di queste auto sono andate distrutte nel corso dei crash test. Un'altra è stata smontata e i componenti sono stati venduti come ricambi ad un cliente Ferrari la cui auto aveva subito un incidente. Solo una di queste vetture (con telaio 47649) resta quindi l'unica vettura sperimentale esistente ed essendo un prototipo non risulta tra i 272 esemplari di serie. L'auto è rimasta di proprietà della Ferrari fino al 1987 quando un cliente speciale Ferrari è riuscito ad acquistarla. Oggi l'auto si trova in condizioni originali eccellenti ed è stata scrupolosamente sottoposta a degli interventi di manutenzione presso il reparto Ferrari Classiche.

### Ferrari 288 GTO Evoluzione

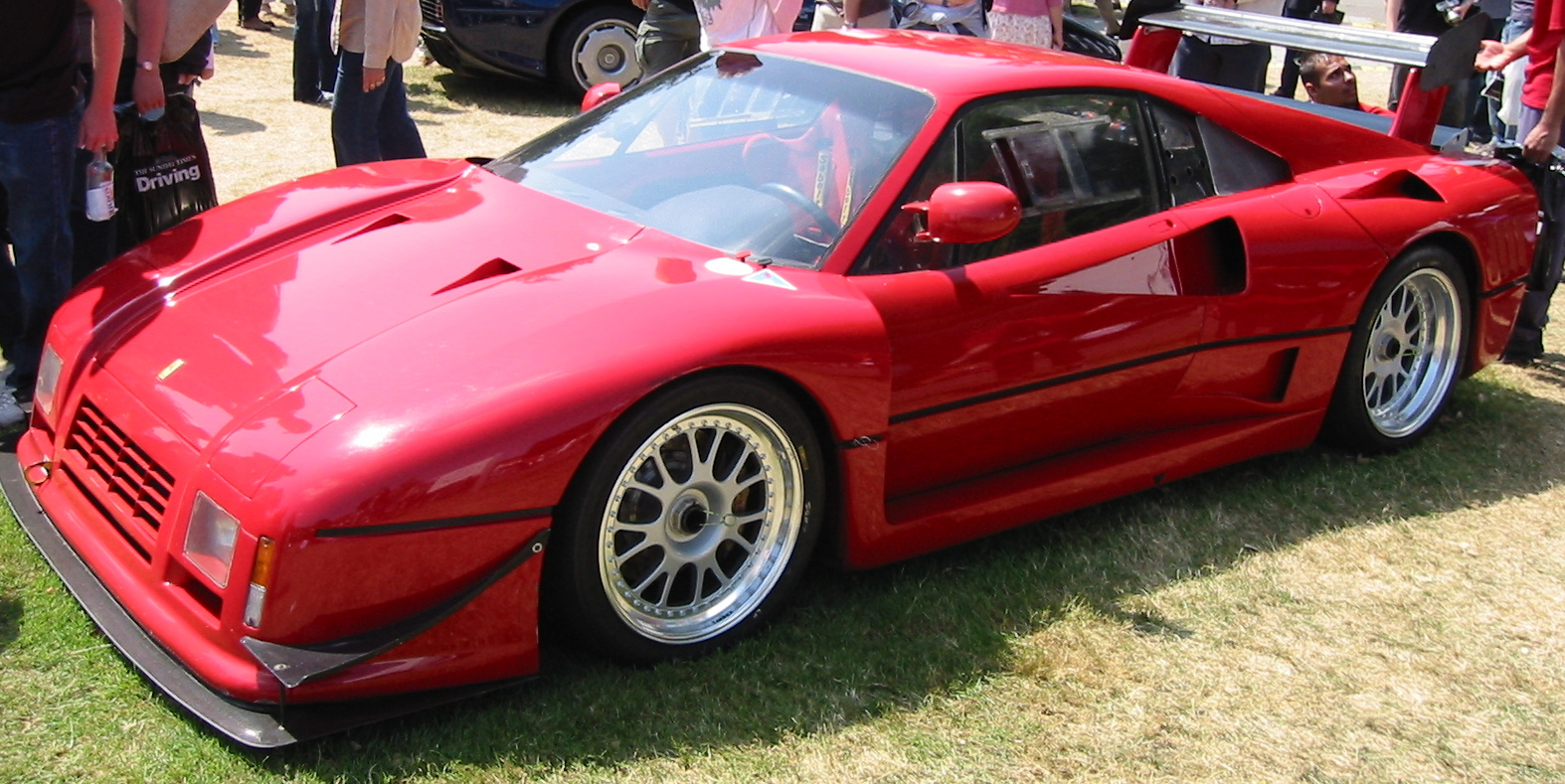
La 288 GTO Evoluzione

Nel corso del 1985 vennero costruiti 5 esemplari di 288 GTO Evoluzione allo scopo di schierarli nelle competizioni aperte al Gruppo B. La messa al bando per motivi di sicurezza, a partire dal 1987, di tale categoria convinse la Ferrari a trasformarle in vetture-laboratorio.
Le modifiche apportate comprendevano una nuova veste aerodinamica per la carrozzeria, interventi di rinforzo del telaio e alleggerimento della carrozzeria (con la massa totale ridotta a 940 kg) e l'elaborazione del motore (potenziato a 650 CV mediante l'uso di turbocompressori di dimensioni maggiori, pistoni riprogettati e altri adeguamenti): a seguito di questi interventi la velocità massima è stata teorizzata intorno a 360 km/h, molto vicina a quella degli sport prototipi che dominavano la scena in quegli anni e con cui avrebbe dovuto competere nelle gare endurance.
A occuparsi dell'allestimento di quelli che, di fatto, sarebbero stati a tutti gli effetti i muletti della successiva F40, fu la Michelotto Automobili (scuderia che correva con delle 308 GTB dotate di carrozzeria in vetroresina).